# 内格罗蓬特三头同盟
内格罗蓬特三头同盟（Negroponte，意为“黑桥”）是第四次十字军东征后西欧封建主在拜占庭帝国废墟上建立的十字军国家之一。领有今希腊埃维亚岛。1204年由塞萨洛尼基王国国王孟菲拉侯爵博尼法斯将其新领地优卑亚岛分封给佛兰德斯贵族而建立。
1205年后公国被划分为北中南三区，各由一个来自意大利伦巴第地区的贵族家族统治。1209年后南区统治者拉瓦诺·达尔·卡尔赛里（Ravano dalle Carceri）宣布为整个公国的统治者，并臣属于威尼斯和拉丁帝国。此后公国内部争斗不断。1270年后，拜占庭一度重新征服优卑亚岛大部分地区。1296年，公国在威尼斯帮助下驱逐拜占庭军。1365-1390年，威尼斯先后获得公国全部三区的统治权，将公国重组为威尼斯海外属地“内格罗蓬特王国”。第一次威尼斯土耳其战争爆发后，全岛于1470年为奥斯曼土耳其征服。